# Diecezja Salgueiro
Diecezja Salgueiro (łac. Dioecesis Salicensis) – diecezja Kościoła rzymskokatolickiego w Brazylii. Należy do metropolii Olinda i Recife wchodzi w skład regionu kościelnego Nordeste II. Została erygowana przez papieża Benedykta XVI bullą Valde sollicitus w dniu 16 czerwca 2010.